# Hiortdahlite
La hiortdahlite è un minerale.